# Joel Dion-Poitras
Joel Dion-Poitras (* 28. Februar 1987 in Cowansville, Quebec) ist ein kanadischer Radrennfahrer
Dion-Poitras wurde 2005 kanadischer Juniorenmeister im Cyclocross.
Im Erwachsenenbereich fuhr Dion-Poitras im Straßenradsport von 2006 bis 2009 für verschiedene UCI Continental Teams. Im Jahr 2009 wurde er Gesamtachter der dominikanischen Vuelta a la Independencia Nacional und errang dadurch Punkte im Klassement der UCI America Tour.

## Erfolge
2005
- Kanadischer Cyclocross-Meister (Junioren)

## Teams
- 2006 Calyon-Litespeed
- 2007 Equipe Valée de l'Aluminium de Vinci
- 2008 Team R.A.C.E. Pro
- 2009 Planet Energy